# Rois
Rois è un comune spagnolo di 5 122 abitanti situato nella comunità autonoma della Galizia.